# جهاد الفرا
د.جهاد عبد العليم الفرا رئيس المجلس الإسلامي الدنماركي دنماركي سوري الأصل، طبيب جراحة العظام يعمل في قسم جراحة العظام في مستشفى المملكة في كوبنهاغن، أكبر مستشفيات الدنمارك، وهو منشد إسلامي أيضا. ولد في مدينة حمص ـ سوريا ودرس في مدارسها.

## النشأة
نشأ وتربى في أحضان الحركة الإسلامية في سوريا وعلى أيدي دعاتها وعلمائها في مدينة حمص.

## التعليم
- درس الطب العام في مدينة كلوج نابوكا في رومانيا وتخرج منها عام 1987.
- تخصص في جراحة العظام في مستشفيات الدنمارك.
- يعمل حاليا استشاريا لجراحة العظام في المستشفى الملكي الجامعي في كوبنهاغن.
- عمل رئيسا للمجلس الإسلامي الدانمركي ما بين عامي 2002 ـ 2009.
- يشغل حاليا منصب رئيس مكتب الدعوة والتعريف بالإسلام في المجلس الإسلامي الدانمركي.
- شارك في أعمال الإغاثة الإنسانية والطبية في باكستان أثناء فترة الزلازل عام 2005.
- شارك في المؤتمر العالمي لنصرة النبي محمد في البحرين عام 2006 وقدم بحثا بعنوان "أزمة الرسوم لماذا؟ وكيف نستثمرها؟"
- كما شارك في أعمال الإغاثة الطبية الإنسانية في قطاع غزة إبان الحرب على قطاع غزة عام 2009.

## مؤلفات
- رحلتي إلى أرض العزة

## وصلات خارجية
- المجلس الإسلامي الدنماركي
- الحرب على غزة بعيون طبيب دنماركي، صوت النرويج، 11 فبراير 2009
- رحلتي إلى أرض العزة، أخبار الدنمارك حلقة 1 - حلقة 2 - حلقة 3 - حلقة 4 - حلقة 5 - حلقة 6 - حلقة 7
- رحلتي إلى غزة: مع الدكتور وليد والأحمدين، أخبار.دك، 10 يوليو 2009
- مجموعة صور من رحلة الدكتور جهاد إلى قطاع غزة
- راسموسن يلتقي السفراء المسلمين لبحث قضية الإساءة، الجزيرة نت، 3 فبراير 2006
- د. جهاد عبد العليم الفرا يكتب: تونس.. النهضة المعجزة، إخوان أون لاين، 29 أكتوبر 2011